# Meer van Misurina
Het Meer van Misurina (Italiaans: Lago di Misurina) is een meer in de Italiaanse provincie Belluno aan de voet van de berggroep Cadini di Misurina. Het is het grootste natuurlijke meer van de streek Cadore. De waterspiegel van het meer ligt 1754 meter boven zeeniveau.
Langs de zuidwestelijke oever ligt het plaatsje Misurina (gemeente Auronzo di Cadore) dat beschikt over een tiental hotels die samen zo'n 500 gasten kunnen herbergen. Gedurende de zomer wordt er in het meer gezwommen en kan er gewaterfietst worden. In de winter vriest het oppervlak geheel dicht en wordt hierop geschaatst. Tijdens de Olympische Winterspelen van 1956 werden de schaatswedstrijden op dit meer gehouden.
Het meer en zijn omgeving staan bekend om hun gezonde lucht. Nabij het meer bevindt zich dan ook het enige Italiaanse astmacentrum.

## IJsbaan

### Grote kampioenschappen
- 1956 - Olympische Winterspelen

### Wereldrecords
| Nr. | Discipline     | Naam            | Land        | Tijd   | Datum           |
| --- | -------------- | --------------- | ----------- | ------ | --------------- |
| 1.  | 500 meter (m)  | Jevgeni Grisjin | Sovjet-Unie | 40,2   | 22 januari 1956 |
| 2.  | 500 meter (m)  | Jevgeni Grisjin | Sovjet-Unie | 40,2   | 28 januari 1956 |
| 3.  | 1500 meter (m) | Jevgeni Grisjin | Sovjet-Unie | 2.08,6 | 30 januari 1956 |
| 4.  | 1500 meter (m) | Joeri Michajlov | Sovjet-Unie | 2.08,6 | 30 januari 1956 |